# Huevo a la soja
El huevo a la soja es un tipo de huevo chino cocido en salsa de soja, azúcar, agua y opcionalmente también otras hierbas y especias.
Los huevos a la soja pueden tomarse individualmente como aperitivos. A veces se emplean como condimento para el congee. También pueden usarse en un plato chino tradicional de huevo, en el que huevos normales, centenarios y a la soja se cuecen juntos.
Los huevos a la soja suelen venderse en tiendas de conveniencia de países del este asiático.